# ПФК „Септември“ (София) през сезон 2015/16
След като близо 25 години „Септември“ е ръководен от Христо Амбукели, през май 2015 г. клубът, заедно със своята ДЮШ, е закупен от собственика на футболната академия „ДИТ Спорт“ Румен Чандъров и ДИТ Груп. Двете школи се сливат частично, като „Септември“ представлява академията при юношите до 19 и до 17 г. Отборите на „Септември“ и „ДИТ“ ползват обновената база до 57-о Спортно училище.
„Септември“ завършва сезон 2014/15 на четвърто място в СРГ-Юг. През юни 2015 г. е обявено официално, че клубът ще се включи от новия сезон в Югозападната В АФГ на мястото на оттеглящия се от участие „Конелиано“ (Герман), който по-рано през годината също е придобит от ДИТ.
Намеренията на новите собственици са амбициозни и включват завръщане на „Септември“ в професионалния футбол. Предвидена е и мащабна инвестиция в базата на „Септември“, която включва освен ремонт на клубния стадион в Разсадника, също и изграждане на пансион за децата от школата. За сезон 2015/16 в отбора на „Септември“ са привлечени състезатели като вратарят Емил Петров („Славия“), Николай Николов („Левски“, „Черноморец“ Бс и „Монтана“), Илиян Гаров („Локомотив“ Сф и „Ботев“ Пд), Антонио Павлов („Левски“, „Локомотив“ Сф) и др. Треньор на отбора е Николай Митов.
През зимната пауза на полусезона ръководството на клуба решава да освободи по-голямата част от титулярите и на тяхно място в първия отбор е включен целият състав на юношите на „Септември“ до 19 г., състезаващ се дотогава в Елитната юношеска група, с цел тяхното обиграване в мъжкия футбол. През 2016 г. тимът е поет от Христо Арангелов, треньор на юношите от школата на „ДИТ Спорт“ и бивш защитник на „Пирин“ (Благоевград), „Марек“, „Балкан“ (Ботевград) и др. Той заменя Николай Митов, преминал за период от 6 месеца в „Пирин“ (Разлог), като заедно с него под наем там отиват и 8 от титулярите на „септемврийци“. Във връзка с ангажирането на Румен Чандъров с елитния „Ботев“ Пд от април до септември 2016 г. управлението на „Септември“ временно се поема от Ваклин Чандъров. В началото на септември Румен Чандъров се отказва от ръководните позиции в пловдивския клуб и отново насочва дейността си основно към развитието на софийския „Септември“.
С юношите си „Септември“ завършва първенството в Югозападната В група на 8-о място в крайното класиране, записвайки и една рекордна победа през пролетта с 11:0 срещу „Германея“ (Сапарева баня). През същия сезон достига за първи път в историята си до полуфиналите за Купата на аматьорската футболна лига. В драматичен мач, игран в Пловдив на 20 април, „Септември“ отпада от „Несебър“ след 4:4 в редовното време и 3:4 при изпълнението на дузпи, като доиграва срещата с 10 състезатели, заради червен картон на Александър Манолов. Целият мач е съпроводен със скандални съдийски решения, сред които и отсъдени две спорни дузпи за тима на „Несебър“. Головете за „септемврийци“ отбелязват Захари Янков, Яя Меледже и Антонио Павлов (2).
След края на шампионата и преди началото на сезон 2016/17 БФС извършва цялостна реорганизация на футболните първенства в България. Предишните А, Б и В групи са закрити, а на тяхно място са въведени съответно новите Първа професионална лига, Втора професионална лига и Трета лига, организирана на зонален принцип. В хода на тези структурни и нормативни промени в правилниците и устройството на първенствата „Септември“ се включва в новата Втора лига на мястото на отказалия се да развива професионален футбол „Пирин“ (Разлог).
„Септември“ получава собствен лиценз за Втора лига в началото на юни и се завръща в професионалния футбол след 12-годишно прекъсване, като за последно е играе в Б група през 2003/04. Това е и 24-тият му пълен сезон във втория ешелон. За новото първенство клубът лицензира за домакинските си мачове стадион „Драгалевци“. Начело на треньорския щаб на отбора се завръща Николай Митов. След само 4 кръга от първенството той напуска, за да заеме този път треньорското място в елитния „Ботев“ Пд. Престоят му там обаче продължава едва 2 часа, след протест на пловдивските фенове при представянето му. Така Митов остава на поста си при „септемврийци“. Под негово ръководство в своите първи мачове „Септември“ стартира повече от убедително с 4 поредни победи, включително с ценен успех в столичното дерби срещу възстановения „Локомотив 1929“ Сф с 3:2. За Купата на България отборът се класира за 1/8 финал след като отстранява сензационно елитния „Берое“, но отпада впоследствие от „Дунав“ (Рс).
В началото на пролетния полусезон „Септември“ излиза начело в класирането във Втора лига, пред основния си конкурент за промоция в елита „Етър“. Старши треньорът Митов обаче е поканен да заеме треньорското място в „Левски“ и за втори път е заменен на поста при „септемврийци“ от Христо Арангелов. Под ръководството на Арангелов отборът завършва сезона във Втора лига на второто място, само на 2 точки след лидера „Етър“, пропускайки директна промоция за елита. Борбата между двата клуба е оспорвана до последния кръг, когато „Септември“ изпуска шанса да измести великотърновци от върха, губейки гостуването си на „Оборище" (Панагюрище).
В крайна сметка „Септември“ участва в баражите за влизане в Първа лига. Негов съперник там се оказва елитния „Монтана“, отстранил преди това „Локомотив“ (Г. Оряховица). Финалният бараж се играе на 3 юни 2017 г. на стадион „Локомотив" в гр. Пловдив. „Септември“ успява да надиграе и победи своя съперник с 2:1, печелейки право на промоция в Първа лига. Решителните попадения отбелязват Янко Ангелов и Борис Галчев. Така след прекъсване от 19 г. клубът отново се завръща в елитната дивизия на българския футбол.
След края на сезона е обявена треньорска смяна като на мястото на Арангелов, който не разполага с про-лиценз за Първа лига, застава Димитър Васев. В неговия щаб влизат самият Арангелов, Христо Коилов и Владимир Манолков, играл за „Септември“ при предишното му участие в А група. Преди началото на сезона „Септември“ запазва ядрото на отбора, задържайки играчи като вратарят Валентин Галев, Борис Галчев, Богомил Дяков, Янко Сандански, Стоян Предев, Георги Стоичков, а и повечето от младите надежди от школата на клуба. Освободени са една част от предишния състав, а други отказват да продължат договорите си, сред които Радослав Василев (преминал в Алки Ороклини), Янко Ангелов (Локомотив Пд), Даниел Пехливанов. Привлечени са 11 нови, основно български играчи, от „Славия“, „Черно море“ и „Нефтохимик“ и др., с опит в елитната дивизия, който да придадат стабилност на състава, включително Александър Бранеков, Траян Траянов, Владислав Романов, Даниел Георгиев, Мартин Тошев.

## Дублиращ отбор
През сезон 2015/16 „Септември“ за пръв път има дублиращ отбор, състезаващ се в СРГ–Юг под името „Септември“ II. Старши треньор на отбора е Цветан Атанасов. Дубълът завършва първенството на 4 място в класирането, като отбелязва 93 гола, втора резултатност в Южната група. Най-голямата си победа записва срещу „Сердика" с 11:0. В малкото софийско дерби „Септември“ II побеждава на два пъти първия тим на „Академик“ Сф с 4:2 и 4:0.
За следващия сезон 2016/17 клубът се отказва от участие с дублиращ състав в новата Четвърта лига.
Състав на „Септември“ II през сезон 2015/16
| № | Пост | Играч                       |
| - | ---- | --------------------------- |
|   | В    | Мартин Костадинов           |
|   | В    | Атанас Янев                 |
|   | З    | Людмил Атанасов             |
|   | З    | Теодор Коев                 |
|   | З    | Николай Веселинов (капитан) |
|   | З    | Радослав Христов            |
|   | З    | Мартин Марков               |
|   | Х    | Иван Димитров               |
|   | Х    | Марио Абаджиев              |

| № | Пост | Играч             |
| - | ---- | ----------------- |
|   | Х    | Петър Иванов      |
|   | Х    | Пламен Пенев      |
|   | Х    | Ленко Иванов      |
|   | Х    | Алесандро Дамянов |
|   | Х    | Стоян Вълков      |
|   | Н    | Огнян Янков       |
|   | Н    | Веселин Йовов     |
|   | Н    | Митко Вучков      |
|   | Н    | Светлин Борисов   |